# Круглов, Алексей Иванович
Алексе́й Ива́нович Кругло́в (род. 25 декабря 1965, Великодворский, Владимирская область) — российский легкоатлет, марафонец, и сверхмарафонец, мастер спорта международного класса по легкой атлетике, бронзовый призёр и чемпион в командном зачете X чемпионата мира по бегу на 100 км, чемпион России 1995 года по бегу на 100 км, победитель марафона в Байройте, Германия в 1994 году, многократный призёр марафонских забегов в России и зарубежье.

## Биография
Алексей Круглов родился в поселке Великодворский, Гусь-Хрустального района Владимирской области. В раннем детстве переехал с семьей жить в город Владимир. В 16 лет записался в секцию легкой атлетики, где под руководством тренера сначала бегал спринтерские дистанции, но позже перешёл на средние и длинные. После окончания школы поступил во Владимирский Государственный Институт на отделение Физической Культуры и спорта. Два года отслужил в армии, в Хмельницкой области Украины в в/ч спутникового космического слежения. После демобилизации продолжил занятие бегом.

## Результаты

### Соревнования
| Год               | Город          | Дистанция      | Дата           | Результат                  | Место          |
| Чемпионат мира    | Чемпионат мира | Чемпионат мира | Чемпионат мира | Чемпионат мира             | Чемпионат мира |
| ----------------- | -------------- | -------------- | -------------- | -------------------------- | -------------- |
| 1996              | Москва         | 100 км         | 4 мая          | 6:36.13 (личный зачёт)     | III            |
| 1996              | Москва         | 100 км         | 4 мая          | 19:57.57 (командный зачёт) | I              |
| Чемпионаты России |                |                |                |                            |                |
| 1995              | Москва         | 100 км         | 7 мая          | 6:37.36                    | I              |
| 1996              | Москва         | 100 км         | 4 мая          | 6:36.13                    | II             |

## Личная жизнь
В наши дни Алексей Круглов продолжает активно участвовать в спортивных мероприятиях города Владимира, занимается общественной деятельностью.

## Семья
- Алексей Круглов женат.
  - Сын Максим Алексеевич Круглов.